# クロモドメイン
クロモドメイン（英: chromodomain、chromatin organization modifier）は、クロマチンのリモデリングや操作に関係するタンパク質に広く存在する、約40–50アミノ酸残基からなるタンパク質ドメインである。このドメインは植物と動物の双方で高度に保存されており、また多くのゲノムにおいて多数の異なる遺伝子中にコードされている。クロモドメイン含有遺伝子の一部には、クロモドメインを完全に省いた複数の選択的スプライシングアイソフォームが存在するものもある。哺乳類では、クロモドメインを持つタンパク質は、クロマチンリモデリングやヘテロクロマチン領域の形成と関係した遺伝子調節を担っている。クロモドメインを持つタンパク質はメチル化されたヒストンに結合し、RNA誘導転写サイレンシング（RITS）複合体中にも存在するようである。クロモドメインはヒストン修飾に関与する因子の中で高度に保存されており、クロマチンタンパク質の表面に存在するメチル化リジン残基に結合して転写を調節する機能を果たす。